# 孔鉉佑
孔 鉉佑（こう げんゆう、簡体字: 孔铉佑、発音：コン・シュエンヨウ、朝鮮語: 공현우、発音：コン・ヒョヌ、1959年7月 - ）は、中華人民共和国の朝鮮族出身の外交官。中華人民共和国外交部副部長兼朝鮮半島事務特別代表、中国人民政治協商会議委員を経て、第12代駐日中華人民共和国特命全権大使として日本に駐在していた。

## 人物・経歴
黒竜江省出身の朝鮮族。黒竜江省林業勘察設計局勤務を経て、上海外国語学院（現・上海外国語大学）日阿語系で日本語を専攻し、1983年に卒業後、外交学院入学。中国外務省に入り外交官の道を歩む。日本での勤務経験も10年を超える。
1985年在大阪中華人民共和国総領事館職員。外交部アジア局三等書記官、駐日中華人民共和国大使館二等書記官、駐日中華人民共和国大使館一等書記官等を経て、1999年外交部アジア局一等書記官。2000年開封市長助理。2002年外交部政策研究室参事官。2003年外交部アジア局副局長。2005年駐日中華人民共和国大使館公使参事官。2006年駐日中華人民共和国大使館公使。2011年駐ベトナム特命全権大使。2014年外交部アジア局長。2015年、外交部長助理に昇格。2017年8月、朝鮮半島問題特別代表に武大偉の後任として就任。同年12月13日には、国賓として来訪した文在寅大韓民国大統領を空港で出迎える役を担ったが、「大臣ではなく外務次官補が出迎えたのは冷遇である」として韓国内で議論となった。
2018年1月2日、外交部副部長に昇格。同月中国人民政治協商会議委員に選出。

## 駐日大使として
2019年5月30日、程永華の後任として日本へ赴き、駐日中華人民共和国大使に就任。同年6月7日、皇居で信任状を捧呈した。同年10月22日、皇居正殿松の間で今上天皇の即位礼正殿の儀が執り行われ、王岐山国家副主席と共に参列。
2020年1月8日、安倍晋三内閣総理大臣が日本語を話す駐日各国大使18名および次期駐日大使1名を総理公邸に招いて昼食会を主催したが、孔大使も参加した各国大使のうちの一人であった。
2020年5月28日、第13期全国人民代表大会第3回会議において香港の民主派への取り締まりを可能にする香港特別行政区が国家安全を守るための法律制度と執行メカニズムの確立・健全化に関する全国人民代表大会の決定（香港国家安全法制）が賛成票99.7％で採択されたことにより、これまで一国二制度のもと2047年までの期限付きで担保されていた香港における言論の自由や高度な自治の有名無実化が不可避となった。これを受けて同日、秋葉剛男外務事務次官が孔大使を呼び出し、香港における自治権の事実上の剥奪や香港情勢に対する憂慮を表明した上で、従来の通り自由で開かれた一国二制度を維持することを重視する姿勢が日本の一貫した方針であると伝達した。秋葉外務次官が挙げた懸念に対して孔大使は、同決定はあくまでも中華人民共和国憲法と香港基本法に則った正当な審議を経て採択されたものであり、中国がいかなる外部勢力からの干渉にも反対する立場であることを断言した上で、日本に対して香港の件で客観的かつ公正な立場を取り、国家の安全を守る中国の努力を尊重、支持することを強く求めた。
約3年9ヶ月の任期を経て2023年2月24日に都内のホテルで離任レセプションを開き、日本の政財界関係者の前で離任の挨拶をした。岸田文雄総理に対する表敬訪問の申請も行っていたが、日本政府は日程上の都合を理由にこれを断り、代わりに林芳正外務大臣が面会したが、外務省は当初この事実を公表しなかった。2月28日には王秀君夫人と共に帰国し、後任の駐日大使は呉江浩外務次官補が着任した。岸田総理との面会が実現しなかった経緯については、同年4月11日の参議院外交防衛委員会にて林外務大臣が改めて先述のような説明を行い、大使離任時の総理表敬訪問は慣例ではないとの認識を表明している。